# 세인트 피터스 칼리지 (오클랜드)

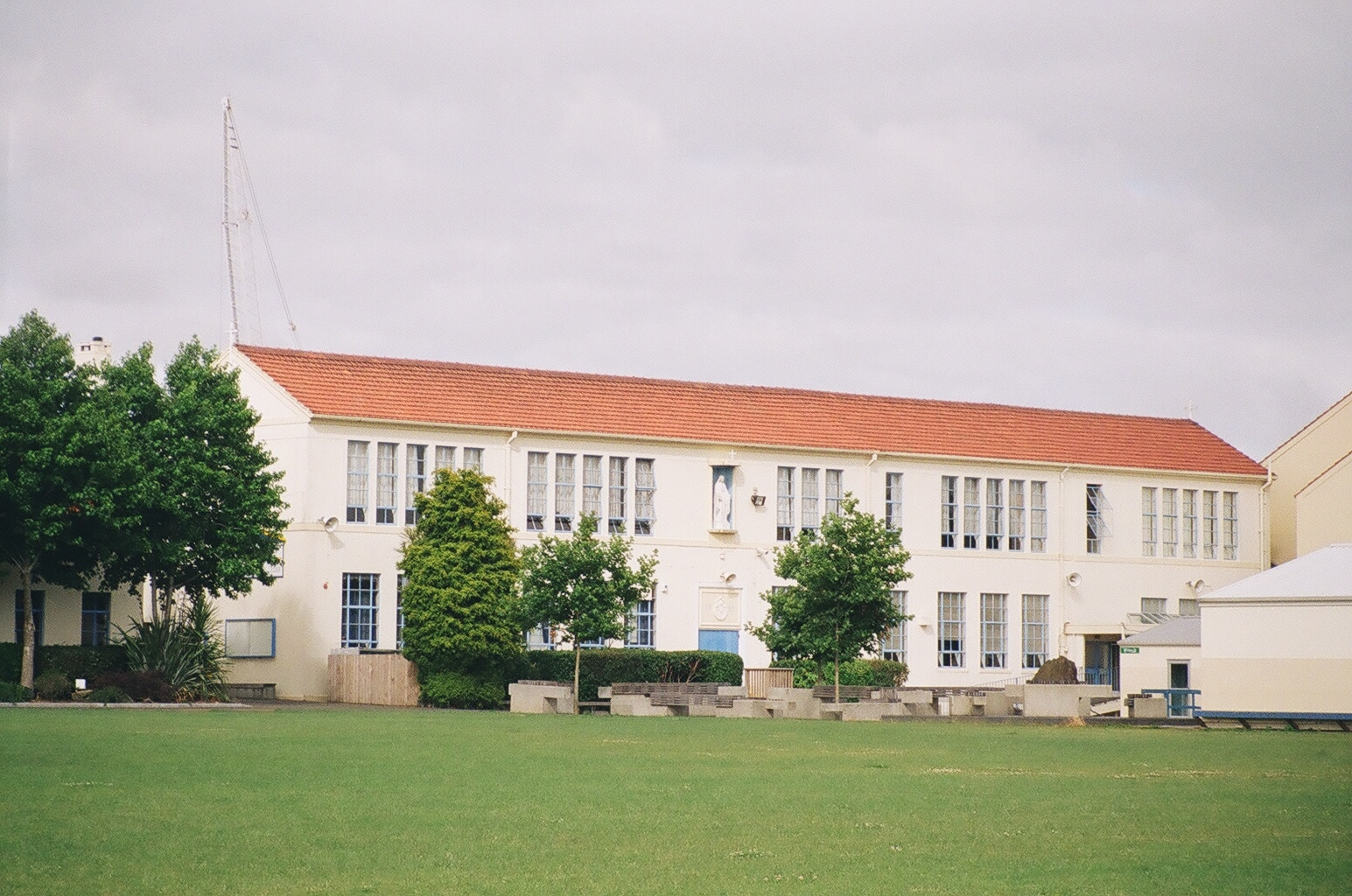
St Peter's College, Bro O'Driscoll Building (1939, additions 1944)

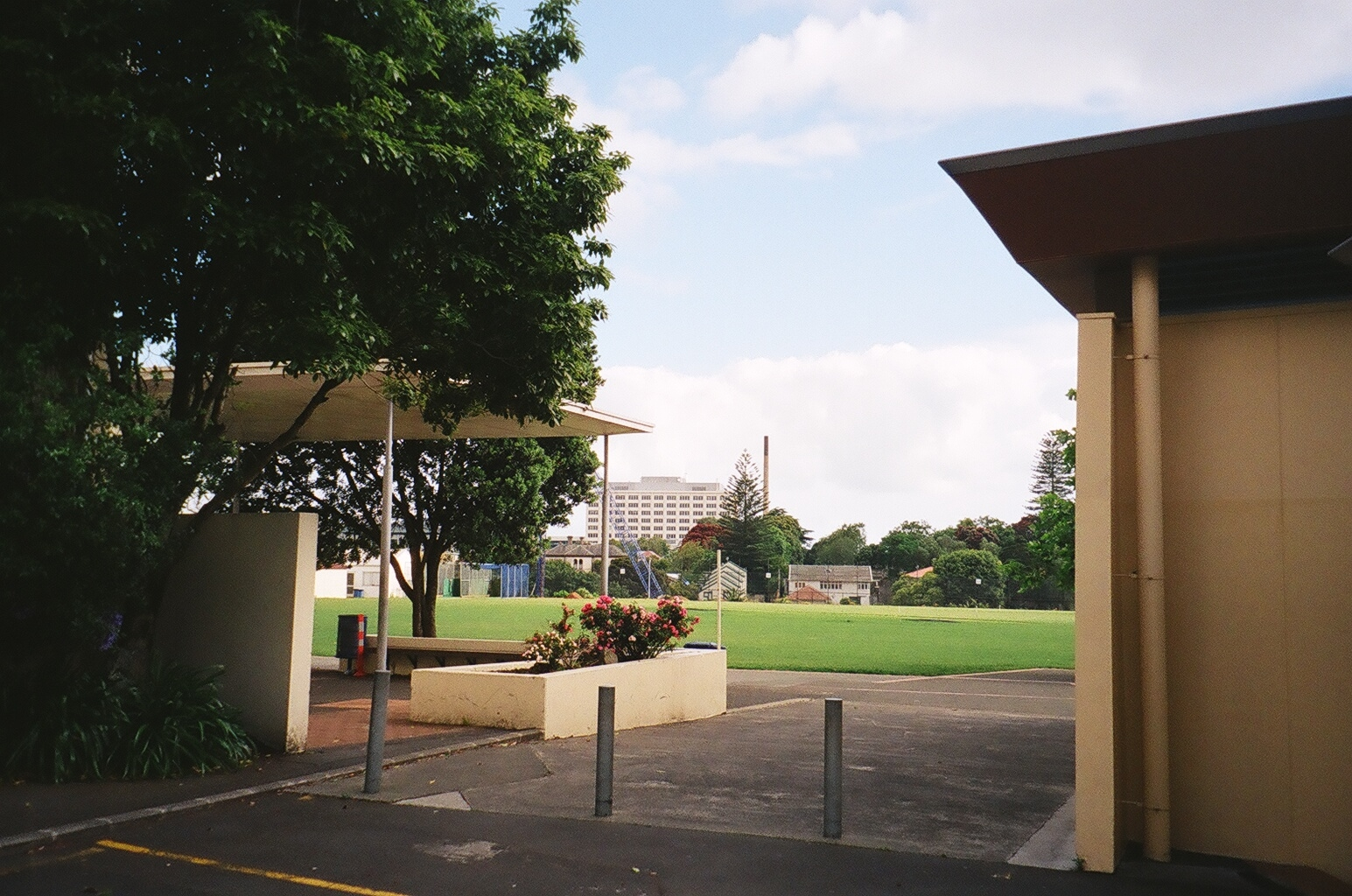
St Peter's College cricket field (St Peter's Oval) and Outhwaite Park

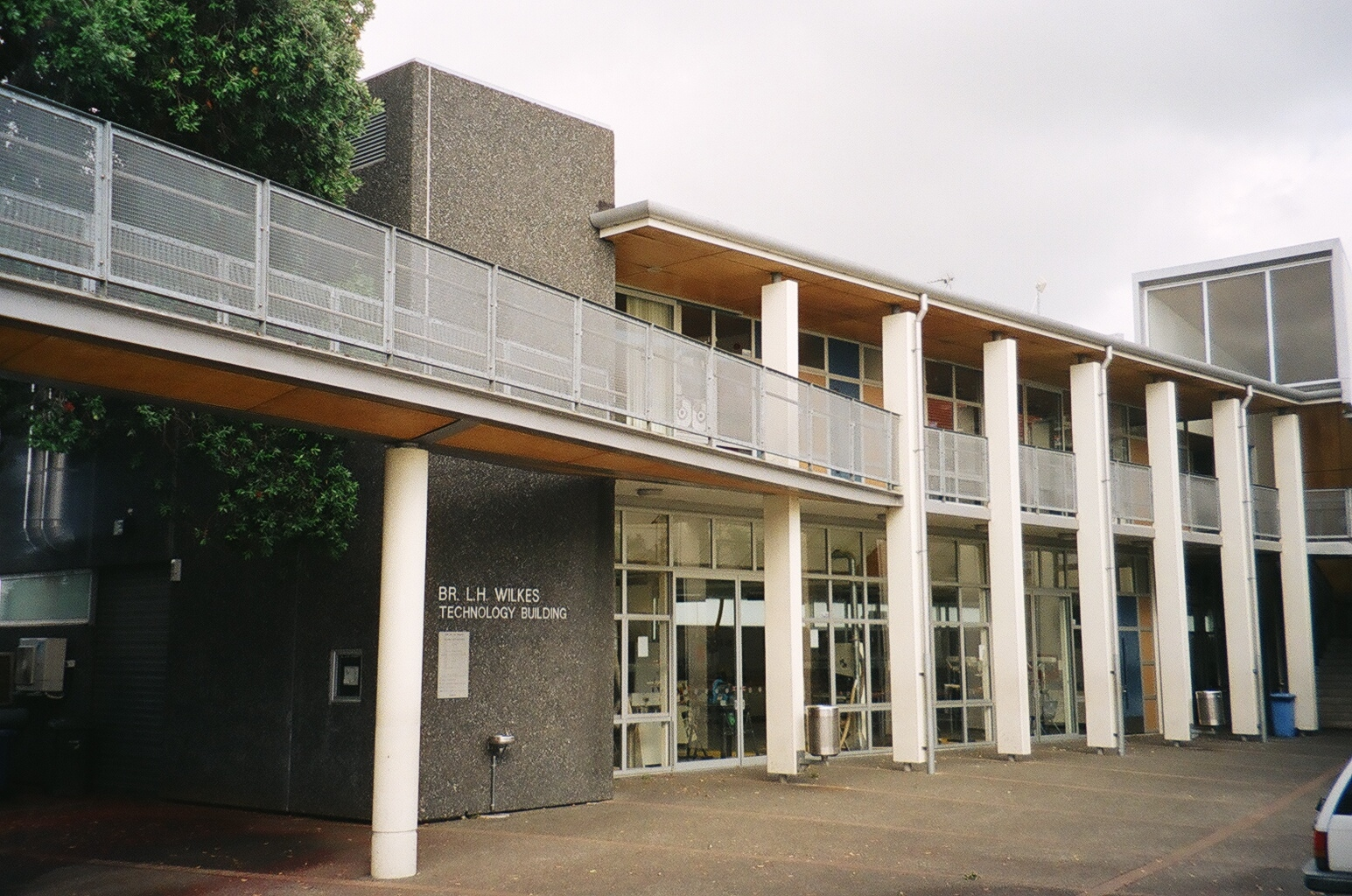
St Peter's College, Bro Wilkes Technology Building

세인트 피터스 칼리지(St Peter's College, Auckland)는 뉴질랜드의 오클랜드 중심부에 위치하고 있는 가톨릭 남자 학교이다. 가톨릭교회 계열중 뉴질랜드에서 가장 규모가 큰 중고등학교로 1939년 크리스쳔 브라더즈(Christian Brothers)에 의해 설립되었으나 2008년 이후로는 전 직원이 모두 평신도이다. 다양한 인종을 망라한 학생들로 최고 1200명까지 수용할 수 있다. 상급생으로 올라가면 뉴질랜드 교육성취도 수료증(NCEA) 뿐만 아니라 캠브리지 국제시험(CIE)을 수료할 수 있다.

## 주목할 만한 졸업생들
- 데니스 조지 브라운 주교(1937년 출생): 오클랜드 10대 가톨릭 주교(1983년 – 1994년) 및 해밀튼 2대 가톨릭 주교(1994년 – 현재)
- 크리스토퍼 조셉 카터(1952년 출생): 장관
- 마튼 던 소장(1950년 출생): 뉴질랜드 방위군의 합참 지휘관 (2001년-2004년)
- (험프리) 마이클 제라드 페이 경(1949년 출생): 뉴질랜드은행가, 1987년, 1988년 및 1992년 아메리카즈 컵 도전 후원회 회장
- 사뮤엘 엠 피 헌트(샘 헌트)(1946년 출생): 시인
- 버나드 조셉 맥가힐(1962년 출생), 뉴질랜드 국가대표 럭비 선수, 두 번째 파이브-에잇쓰 (second five-eighth) 및 쓰리-쿼터 센터 (centre three-quarter) 포지션(1987년-1991년).